# Condado de Heves
Heves es un condado administrativo (en húngaro: vármegye) situado al norte de Hungría y en la ribera derecha del río Tisza y las montañas Mátra y Bükk. Heves comparte fronteras con los condados vecinos de Pest, Nógrád, Borsod-Abaúj-Zemplén y Jász-Nagykun-Szolnok. Tiene una superficie total de 3.637 kilómetros cuadrados, en la que habitan sus 328.000 habitantes (según el censo del año 2001). Su capital es la ciudad de Eger.

## Estructura regional

### Condados urbanos
- Eger

### Poblaciones principales
Ordenadas por población, según el censo del año 2001.
- Gyöngyös (33.553 hab.)
- Hatvan (23.134 hab.)
- Heves (11.522 hab.)
- Füzesabony (8.335 hab.)
- Lőrinci (6.203 hab.)
- Bélapátfalva (3.465 hab.)
- Kisköre (3.095 hab.)
- Pétervására (2.616 hab.)